# Silik Sternfeld
Silik Sternfeld (ur. 20 kwietnia 1919) – reżyser filmowy, aktor Teatru Żydowskiego w latach 1948–1951, także scenarzysta. Reżyser i scenarzysta etiudy fabularnej Spotkanie (1949). Współpracował przy produkcji polskich filmów z I połowy lat 50. XX wieku (jako asystent reżysera w Przygodzie na Mariensztacie, jako drugi reżyser w Celulozie i Pod gwiazdą frygijską, samodzielnie reżyserował Zaczarowany rower, a współreżyserował Dwie brygady). Współpracował z Wandą Jakubowską przy drugiej części (Zwycięstwo) Żołnierza zwycięstwa. Za Dwie brygady otrzymał Nagrodę Państwową III stopnia oraz nagrodę dla najlepszego filmu eksperymentalnego na Międzynarodowym Festiwalu Filmowym w Karlowych Warach.